# Burmannia alba
Burmannia alba är en enhjärtbladig växtart som beskrevs av Carl Friedrich Philipp von Martius. Burmannia alba ingår i släktet Burmannia och familjen Burmanniaceae. Inga underarter finns listade i Catalogue of Life.